# Quinte (martyre)
Quinte, Cointe ou Cointhe (en latin : Quinta) morte en 249, est une sainte chrétienne martyre à Alexandrie, ayant souffert sous l'empereur Dèce. Elle est fêtée le 8 février.

## Hagiographie
Selon les données de Denys le Grand, évêque d'Alexandrie, citées par Eusèbe de Césarée dans son Histoire ecclésiastique d'après sa lettre à Fabius d'Antioche, au début de l'année 249 des troubles populaires ont commencé à Alexandrie, accompagnés de persécutions des chrétiens, qui ont duré environ six mois. Selon Denys, un certain devin et poète païen a provoqué la colère de la foule s'en prenant alors aux croyants. La première victime des païens fut l'aîné Métras, qui refusait de blasphémer, puis la pieuse femme Quinte, qui refusait d'adorer les idoles romaines.
Selon l'Histoire ecclésiastique d'Eusèbe de Césarée : « une femme croyante, nommée Quinta, fut amenée au temple et forcée de se prosterner devant les idoles ; elle s'en détourna par dégoût ; ses pieds furent liés et traînés à travers toute la ville sur les pierres acérées du pont, elle fut flagellée, poussée sur des meules et, ayant été conduite au même endroit que Métras, elle fut tuée ».
Le sang des premiers martyrs rendit encore plus furieux les païens, qui commencèrent à tuer les chrétiens et à piller leurs maisons.
Sainte Quinte est d'habitude représentée comme une jeune fille lapidée, flagellée ou attachée à la queue d'un cheval et traînée par les pieds. 